# Roger Abiut
Roger Tom Abiut est un homme d'État, président par intérim de la république de Vanuatu et ancien président du parlement. 

## Biographie
Roger Abiut est membre du parti travailliste de Vanuatu. Après son élection à la présidence du parlement, Abiut a dû servir à deux reprises de président de la République par intérim (la Constitution de Vanuatu prévoit qu’en cas de vacance du pouvoir présidentiel, le président du parlement doit remplacer le président).
Le 24 mars 2004, le mandat du président John Bani arrive à son terme sans qu'aucun successeur n'ait été élu. Abiut devient donc président par intérim et ce jusqu'à l'élection d'Alfred Maseng le 12 avril. À la suite de l'invalidation de l'élection de Maseng par la Cour Suprême le 11 mai, un autre scrutin est organisé et en attendant son issue, Abiut redevient président de la République. Aux élections législatives du 7 juillet 2004 le parti travailliste perd tous ses sièges et par conséquent Abiut perd son perchoir lors de la première session de la nouvelle assemblée le 28 juillet et la présidence par intérim revient au nouveau président du parlement Josias Moli.

## Voir Aussi
- Liste des présidents de la république de Vanuatu